# Marian Szeja
Marian Szeja (20. srpna 1941, Siemianowice Śląskie - 25. února 2015, Valbřich) byl polský fotbalový brankář.

## Fotbalová kariéra
Chytal v polské nejvyšší soutěži za Zagłębii Wałbrzych. Nastoupil v 105 ligových utkáních. Ve francouzské Ligue 1 chytal za FC Metz. Ve francouzské Ligue 2 chytal za AJ Auxerre. V Poháru UEFA nastoupil ve 4 utkáních. Za polskou reprezentaci nastoupil v letech 1965-1973 v 15 utkáních. V roce 1972 byl členem vítězného polského týmu na olympiádě 1972, ale v utkání nenastoupil.

## Ligová bilance
| Ročník                 | Zápasy | Góly | Klub               |
| ---------------------- | ------ | ---- | ------------------ |
| 2. polská liga 1964/65 | -      | -    | Thorez Wałbrzych   |
| 2. polská liga 1965/66 | -      | -    | Thorez Wałbrzych   |
| 2. polská liga 1966/67 | -      | -    | Thorez Wałbrzych   |
| 2. polská liga 1967/68 | -      | -    | Zagłębie Wałbrzych |
| Ekstraklasa 1968/69    | 23     | 0    | Zagłębie Wałbrzych |
| Ekstraklasa 1969/70    | 21     | 0    | Zagłębie Wałbrzych |
| Ekstraklasa 1970/71    | 24     | 0    | Zagłębie Wałbrzych |
| Ekstraklasa 1971/72    | 26     | 0    | Zagłębie Wałbrzych |
| Ekstraklasa 1972/73    | 24     | 0    | Zagłębie Wałbrzych |
| Ekstraklasa 1973/74    | 11     | 0    | Zagłębie Wałbrzych |
| Ligue 1 1973/74        | 4      | 0    | FC Metz            |
| Ligue 2 1974/75        | 33     | 0    | AJ Auxerre         |
| Ligue 2 1975/76        | 33     | 0    | AJ Auxerre         |
| Ligue 2 1976/77        | 30     | 0    | AJ Auxerre         |
| Ligue 2 1977/78        | 34     | 0    | AJ Auxerre         |
| Ligue 2 1978/79        | 33     | 0    | AJ Auxerre         |
| Ligue 2 1979/80        | 27     | 0    | AJ Auxerre         |
| CELKEM 1.liga          | 133    | 0    |                    |